# John Bone (Fußballspieler)
John Bone (* 19. Dezember 1930 in Hartlepool; † Januar 2002 ebenda) war ein englischer Fußballspieler.

## Karriere
Bone gehörte um 1950 als Amateur dem Drittligisten Hartlepools United an, kam aber nicht über Einsätze im Reserveteam hinaus. In der Saison 1950/51 spielte er in der Wearside League für Wingate Welfare, bevor er sich im Mai 1951 gemeinsam mit seinem Mannschaftskameraden Ronnie Bradley dem Erstligisten AFC Sunderland anschloss. Nachdem er zum Saisonauftakt in einem mannschaftsinternen Trainingsspiel gegen Mittelstürmer Dickie Davis agieren musste, wurden Bones presseseitig „viele hervorragende Eigenschaften“ bescheinigt, insbesondere seine Zweikampfstärke in der Luft und seine Beidfüßigkeit. Um Vergleiche mit dem früheren Nationalspieler Jack Hill zu rechtfertigen, der wie Bone feuerrotes Haar besaß, müsse er eine „gute Ballverteilung mit diesen Fähigkeiten verbinden.“ Trotz dieser Vorschusslorbeeren dauerte es, auch bedingt durch das Ableisten seines Militärdienstes, bis November 1954, ehe Bone bei einem 1:1-Unentschieden gegen Leicester City zu seinem Pflichtspieldebüt für Sunderland in der First Division kam. Kurz zuvor hatte er in zwei Freundschaftsspielen gegen die schottischen Klubs FC Falkirk und Heart of Midlothian erstmals in der ersten Mannschaft mitgewirkt.
Auch in der Folge musste sich Bone zumeist mit Einsätzen im Reserveteam in der North Eastern League begnügen, in der ersten Mannschaften blieb ihm auf der Mittelläuferposition nur die Rolle des Ersatzmanns hinter Fred Hall, dem walisischen Nationalspieler Ray Daniel und dem schottischen Nationalspieler George Aitken. Zu einer Serie von vier Einsätzen kam er von Ende März 1956 bis Mitte April 1956, als er gegenüber Daniel den Vorzug erhielt und in den Heimspielen gegen Tottenham Hotspur (3:2) und Manchester United (2:2) gepunktet wurde. Nachdem er letztmals in der Saison 1956/57 zu zwei Pflichtspieleinsätzen in der ersten Mannschaft gekommen war, wurde er schließlich im Frühjahr 1958 nach insgesamt elf Pflichtspieleinsätzen auf die Transferliste gesetzt.
Im Juli 1958 wechselte er zu Cambridge City in die Southern League, 1961 schloss er sich dem Ligakonkurrenten FC King’s Lynn an.